# Phil Haynes
Phillip 'Phil' Allan Haynes (Hillsboro (Oregon), 15 juni 1961) is een Amerikaanse jazzdrummer, -componist en orkestleider.

## Biografie
Toen hij nog studeerde aan het Coe College, begon hij in 1980 met zijn decennialange samenwerking met trompettist Paul Smoker en bassist Ron Rohovit, eerst in een bezetting genaamd SRH (een afkorting voor de namen Smoker, Rohovit, Haynes), later bekend als het Paul Smoker Trio. Het debuutalbum van de band (QB, met gastster Anthony Braxton) werd door Coda magazine uitgeroepen tot «Jazz Album of the Year 1985».
In 1983 verhuisde Phil Haynes naar New York, waar hij al snel naam maakte als veelgevraagd drummer, maar vooral als vernieuwend componist en bandleider. Zijn initiatief leidde tot de vorming van relatief conventionele bands als Continuum (een kwartet met violist Mark Feldman, pianist David Kikoski en bassist Drew Gress) of Joint Venture (met Paul Smoker, Drew Gress en saxofonist Ellery Eskelin), maar ook ongewone bands als 4 Horns or What? en 4 Horn Lore, een innovatie met vier blazers en drums. In 1990 speelde hij in de band van Tom Varner met Ned Rothenberg en Lindsey Horner. Eind jaren 1990 werkte Haynes in het trio van Gebhard Ullmann en Andreas Willers en met Herb Robertson, met Tom Varner en met Vinny Golia.
Phil Haynes was en is een van de kristallisatiepunten van het New Yorkse jazzcircuit. Zijn Corner Store Syndicate is een verzamelplaats voor bandleiders en improvisatoren, van waaruit hij de tienkoppige band CCSSBB (Collective Corner Store Syndicate Big Band) heeft geformeerd. Zijn naam is ook nauw verbonden met de Knitting Factory, waar hij van 1989 tot 1992 verantwoordelijk was voor het Annual Festival of New Jazz.
Zijn voorliefde voor ongewone instrumentatie en ongewone muziekkeuze komt niet in de laatste plaats tot uiting in twee projecten: Voor Phil Haynes & The Hammond Insurgency vormde hij een trio met zijn oude compagnon Paul Smoker op trompet en Jeff Palmer op Hammond B-3 en voor het album Free Country, waarin hij Amerikaanse muziek van voor 1900 verwerkte, bracht hij gitarist Jim Yanda, cellist Hank Roberts en bassist Drew Gress samen.